# Ezra Meeker
Ezra Manning Meeker (ur. 29 grudnia 1830, zm. 3 grudnia 1928) – amerykański pionier, który podróżując furą ciągnioną przez woły przemierzył szlak oregoński, migrując z Iowy do wybrzeża Pacyfiku. W późniejszych latach swojego życia przemierzył szlak ponownie, mając na celu upamiętnienie samego szlaku i pionierów, którzy go przemierzyli. Był pierwszym burmistrzem miejscowości Puyallup w stanie Waszyngton; zajmował się uprawą chmielu.
Meeker urodził się w hrabstwie Butler w Ohio jako syn Jacoba i Phoebe Meeker. Jego rodzina przeniosła się do Indiany, kiedy był jeszcze chłopcem. Meeker ożenił się z Elizą Jane Sumner w 1851 roku. Rok później rodzina wyruszyła w drogę do Terytorium Oregonu, gdzie w posiadanie można było wziąć darmową ziemię. Trudna podróż trwała prawie sześć miesięcy; cała grupa prowadzona przez Ezrę przeżyła podróż. Meeker wraz z rodziną okresowo został w okolicy Portland, by potem przenieść się w okolicę zatoki Puget. Osiedlili się w miejscu, gdzie obecnie znajduje się Puyallup w 1862 roku. Meeker zajmował się rolnictwem – uprawiał chmiel. Do roku 1887 stał się zamożnym człowiekiem i wybudował willę dla siebie i swojej rodziny. Plaga, która dotknęła chmiel w 1891 roku, pochłonęła dużą część jego fortuny. Ezra podejmował się później wielu różnych przedsięwzięć - między innymi podczas gorączki złota próbował odbudować majątek poprzez dostarczanie produktów spożywczych górnikom. Pieniądze, które zarobił w ten sposób, stracił poprzez inwestowanie w nieudane próby znalezienia złota.
Meeker był przeświadczony, że szlak oregoński zostaje zapomniany. Postanowił poszerzyć publiczną wiedzę o szlaku oraz wybudować pomniki znaczące jego przebieg. W latach 1906–1908, mając już ponad siedemdziesiąt lat, przebył szlak na wozie jeszcze raz. Dotarł do Nowego Jorku i Waszyngtonu, gdzie spotkał się z prezydentem Rooseveltem. Meeker napisał kilka książek i kontynuował promocję szlaku aż do śmierci w 1928 roku, w wieku 97 lat.

## Publikacje
- Hop Culture in the United States (1880)
- Pioneer Reminiscences of Puget Sound, the Tragedy of Leschi (1905)
- Ox Team; or, The Old Oregon Trail, 1852–1906 (1906)
- Ventures and Adventures of Ezra Meeker (1908)
- Uncle Ezra's Pioneer Short Stories for Children (ok. 1915)
- The Busy Life of Eighty-Five Years of Ezra Meeker (1915)
- Seventy Years of Progress in Washington (1921)
- Ox-Team Days on the Oregon Trail (1922) - wspomnienia
- Kate Mulhall, a Romance of the Oregon Trail (1926) - powieść